# Бло л’Еглиз
Бло л’Еглиз (фр. Blot-l'Eglise) насеље је и општина у централној Француској у региону Оверња, у департману Пиј де Дом која припада префектури Риом.
По подацима из 2011. године у општини је живело 398 становника, а густина насељености је износила 15,74 становника/km². Општина се простире на површини од 25,29 km². Налази се на средњој надморској висини од 630 метара (максималној 748 m, а минималној 365 m).

## Демографија
| 1962. | 1968. | 1975. | 1982. | 1990. | 1999. | 2011. |
| ----- | ----- | ----- | ----- | ----- | ----- | ----- |
| 446   | 525   | 475   | 451   | 392   | 357   | 398   |

График промене броја становника у току последњих година